# احمد حسن (زلاغي الغربي)
أحمد حسن (بالفارسية: احمدحسن) هي منطقة سكنية تقع في إيران في قسم زلاغي الغربي الریفي. يقدر عدد سكانها بـ 26 نسمة .